# International Sports Hall of Fame
L'International Sports Hall of Fame ricalca le più famose Hall of Fame, come l'Hollywood Walk of Fame. Rappresenta un tributo alle celebrità del mondo dello spettacolo che sono stati anche atleti.

## Storia
Viene fondata da Robert M. Goldman nel 2012, ed appare la prima volta durante la cerimonia annuale dell'Arnold Sports Festival, tenuta a Columbus, nello stesso anno.

## Lista dei presenti nella Hall of Fame
| Anno | Personaggio           | Attività sportiva               |
| ---- | --------------------- | ------------------------------- |
| 2012 | Arnold Schwarzenegger | bodybuilder                     |
| 2012 | James Lorimer         |                                 |
| 2012 | Jack LaLanne          | esperto di fitness              |
| 2012 | Mark Henry            | wrestler                        |
| 2012 | Cory Everson          | bodybuilder                     |
| 2012 | Randy Couture         | artista marziale                |
| 2013 | Blaine Wilson         | ginnasta                        |
| 2013 | Bruno Sammartino      | wrestler                        |
| 2013 | Earl Monroe           | cestista                        |
| 2013 | Archie Griffin        | giocatore di football americano |
| 2013 | Franco Columbu        | bodybuilder                     |
| 2014 | Jason Statham         | tuffatore, artista marziale     |
| 2014 | Cynthia Rothrock      | artista marziale                |
| 2014 | Lee Haney             | bodybuilder                     |
| 2014 | Dan Gable             | lottatore                       |
| 2014 | Joe Weider            | bodybuilder                     |
| 2014 | Ben Weider            | bodybuilder                     |
| 2014 | Betty Weider          | modella                         |
| 2015 | Triple H              | wrestler                        |
| 2016 | Ronnie Coleman        | bodybuilder                     |